# Борысь, Веслав
Ве́слав Бо́рысь (4 января 1939, Бзин — 29 ноября 2021) — польский лингвист, профессор, доктор наук, работающий на кафедре хорватской, сербской и словенской филологии Ягеллонского университета, а также руководитель Кабинета праславянского языка ПАН, член международной этимологической комиссии при Международном комитете славистов. Автор свыше 170 научных работ, соавтор
Этимологического словаря кашубского языка, Праславянского словаря, работал над Старопольским словарём. Член-корреспондент Хорватской академии наук и искусств (2010).

## Награды
- Лауреат награды «Литература в мире» (пол. Literatura na świecie), в категории переводоведение, лексикография, компаративистика (2005)[3].
- Лауреат награды «Краковская книга месяца» (ноябрь 2005) за Этимологический словарь польского языка[4].
- Медаль Бернарда Хшановского «Poruszył wiatr od morza» за 2007 год, присуждённая Кашубско-Поморским обществом за вклад в области кашубистики[5].
- Лингвистическая награда им. Нича Отделения I Общественных наук ПАН за Этимологический словарь польского языка (2008)[6].
- Лауреат награды Председателя Совета министров в категории «За выдающиеся научные и художественные достижения», за Этимологический словарь кашубского языка[7].